# Rough Draft Studios
Rough Draft Studios, Inc. è uno studio di animazione con sede principale a Glendale, negli Stati Uniti. Ha una sede anche a Seul, in Corea del Sud, con il nome di Rough Draft Korea. RDS è stata fondata a Van Nuys, vicino a Los Angeles, negli Stati Uniti, da Gregg Vanzo. Lo studio crea animazioni per serie televisive e cartoni animati come The Looney Tunes Show, The Ren and Stimpy Show, The Maxx, I Simpson, Futurama, I Griffin, American Dad!, The Cleveland Show, Star Wars: Clone Wars, Catastrofici castori, SpongeBob, Phineas e Ferb, Clash-A-Rama, Mignolo e Prof. e Il laboratorio di Dexter.

## Fondazione
Rough Draft Studios, Inc. è stata fondata in un garage di Gregg Vanzo e di sua moglie Nikki Vanzo, a Los Angeles, in California. Lavorava per animare The Ren and Stimpy Show quando il creatore dello show gli chiese di espandere l'animazione in Corea. Fu proprio lì che Vanzo fondò Rough Draft Korea, che dirige attualmente.

## La crescita nel mondo degli affari
Dopo aver lavorato su The Ren and Stimpy Show, Rough Draft Korea ricevette la richiesta di lavorare su altri spettacoli utilizzando l'animazione con inchiostro e vernice. Nel 1992 lo Studios iniziò a produrre un'animazione per I Simpson e successivamente per Beavis and Butt-head nel 1993. Sempre nello stesso anno, il fratello di Gregg, Scott Vanzo fu assunto. Rough Draft Korea costruì rapidamente dei guadagni da record nel settore dell'animazione, con spettacoli come la prima stagione di The Maxx, che fu nominata per un Annie Awards.
Claudia Katz si unì alla Rough Draft Studios nel 1994 per la produzione di The Maxx, mentre Rich Moore si unì nel 1995, dopo aver lavorato con Gregg su I Simpson. Nel 1995 lo studio si trasferì a Glendale, in California.

## Tecnologia
Rough Draft Studios è noto soprattutto per la sua composizione di 2D e dell'animazione computerizzata, usata in primo luogo per The Maxx e in seguito per I Simpson e Futurama.

## Produzioni

### Lungometraggi
- Beavis & Butt-Head alla conquista dell'America (1996)
- Fuga dal mondo dei sogni (1992)
- Duck Dodgers: Attack of the Drones (2003)
- FernGully - Le avventure di Zak e Crysta (1992)
- Futurama: il colpo grosso di Bender (2007)
- Futurama: il gioco di Bender (2008)
- Futurama: la bestia con un miliardo di schiene (2008)
- Futurama: nell'immenso verde profondo (2009)
- I Simpson - Il film (2007)
- Inside the CIA (2005) - Cortometraggio di American Dad!
- La Pantera Rosa 2 (2009)
- Le Superchicche - Il film (2002)
- Ricreazione - La scuola è finita (2001)
- Robocop 3 (1993)
- SpongeBob - Il film (2004)
- The Longest Daycare (2012) - Cortometraggio de I Simpson
- The Whizzard of Ow (2003)

### Serie TV
- Baby Blues (serie TV trasmessa solo negli USA)
- Dave il Barbaro
- Dilbert
- Drawn Together
- Futurama
- La mummia
- MADtv segmento di Spy vs. Spy
- Napoleon Dynamite
- Sit Down Shut Up!
- Star Wars: Clone Wars
- The Looney Tunes Show
- The Maxx
- The Ren and Stimpy Show
- What a Cartoon!

### Inchiostro e vernice
Lo studio ha prodotto anche l'animazione tradizionale con l'inchiostro e la vernice.
- Adventure Time
- American Dad!
- American Dragon: Jake Long (stagione 2)
- Baby Looney Tunes
- Beavis & Butt-Head
- Be Cool, Scooby-Doo! (in collaborazione con Bento Box Entertainment)
- Ben 10 - Forza aliena
- Ben 10: Ultimate Alien
- Brandy & Mr. Whiskers
- Camp Lazlo
- Catastrofici castori
- CatDog
- Catscratch
- ChalkZone
- Class of 3000
- Danny Phantom
- Daria
- Detention
- Drawn Together
- Fl-eek Stravaganza
- Gravity Falls
- Grim & Evil
- Happily Ever After: Fairy Tales for Every Child
- Harvey Birdman, Attorney at Law
- Hector Polpetta
- Hey Arnold!
- I Griffin (solo stagione 2)
- I Simpson
- Il laboratorio di Dexter
- Io sono Donato Fidato
- Johnny Bravo (stagione 1)
- Johnny Test (stagione 1)
- Jumanji
- Juniper Lee
- Kim Possible
- King of the Hill
- La Grande B!
- La leggenda di Tarzan
- La vita moderna di Rocko
- Le avventure di Felix il gatto
- Le avventure di Jackie Chan
- Le avventure di Sonic
- Le Superchicche
- Le tenebrose avventure di Billy e Mandy
- Lilo & Stitch
- Mignolo e Prof.
- Mucca e Pollo
- My Life as a Teenage Robot
- Napoleon Dynamite
- Nome in codice: Kommando Nuovi Diavoli
- Oh Yeah! Cartoons
- Ovino va in città
- P. J. Sparkles (solo titolo di apertura)
- Phineas e Ferb
- Picchiarello
- Regular Show
- Robotomy
- Samurai Jack
- Scooby-Doo - Mystery, Inc.
- Secret Mountain Fort Awesome
- Sit Down, Shut Up
- Sonic
- Sonic Underground
- SpongeBob
- Squirrel Boy
- Sym-Bionic Titan
- Tales of Friendship with Winnie the Pooh
- The Cleveland Show
- The Critic
- The Oblongs
- The Owl House - Aspirante strega (stagione 2)
- The Ren and Stimpy Show
- The Replacements - Agenzia sostituzioni
- Timon e Pumbaa
- Tom & Jerry Tales
- What a Cartoon!
- Whatever Happened to Robot Jones?